# Hurtières
Hurtières is een gemeente in het Franse departement Isère (regio Auvergne-Rhône-Alpes) en telt 164 inwoners (2005). De plaats maakt deel uit van het arrondissement Grenoble.

## Geografie
De oppervlakte van Hurtières bedraagt 3,4 km², de bevolkingsdichtheid is 48,2 inwoners per km².
De onderstaande kaart toont de ligging van Hurtières met de belangrijkste infrastructuur en aangrenzende gemeenten.

## Demografie
Onderstaande figuur toont het verloop van het inwonertal (bron: INSEE-tellingen).